# Playa Medina

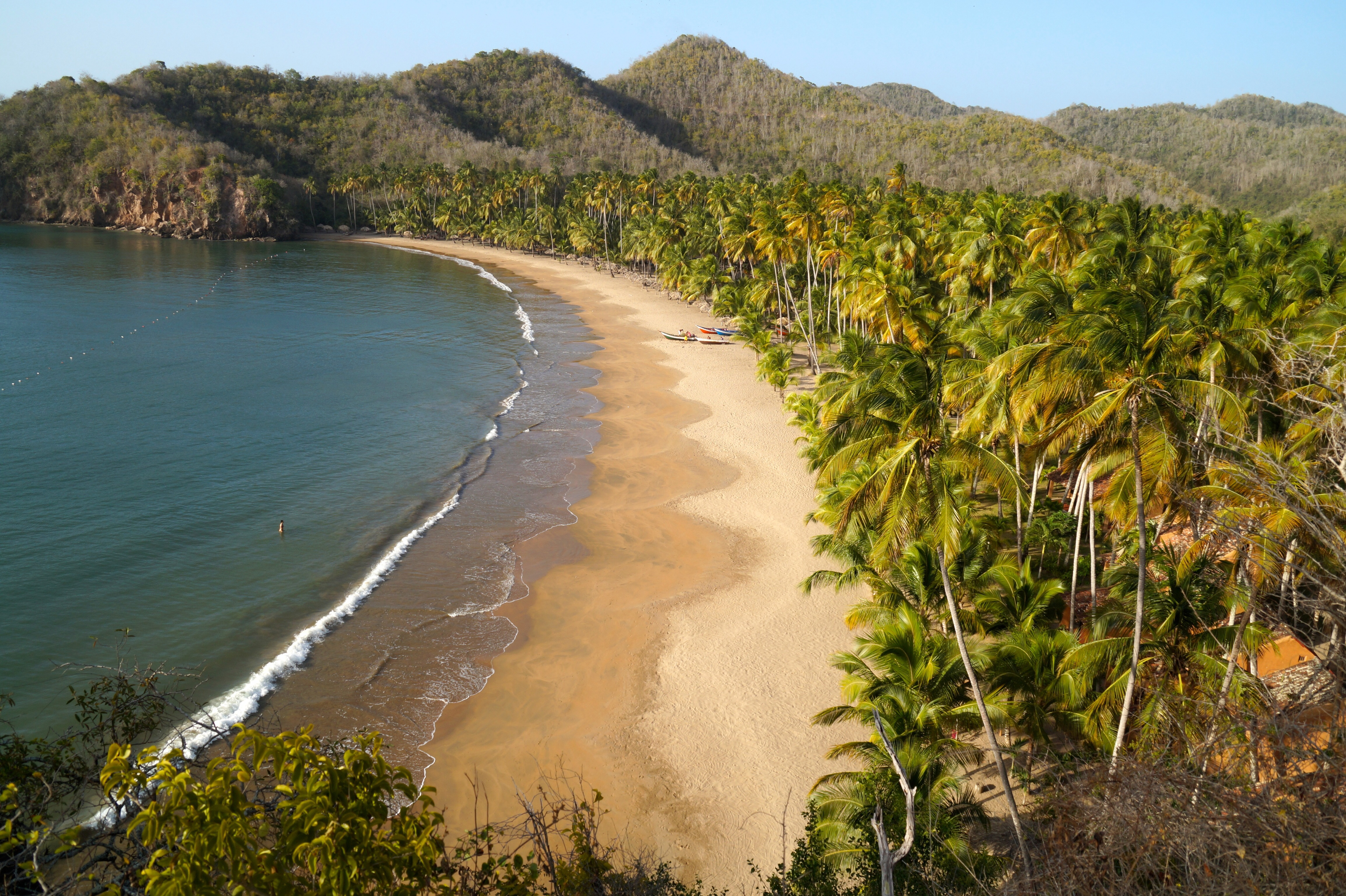
Playa Medina, Blick von Westen

Die Playa Medina ist ein Strand an der Karibikküste Venezuelas auf der Halbinsel Paria.

## Geographie
Die Playa Medina liegt auf der Nordseite der Halbinsel Paria, im Bundesstaat Sucre. Arismendia ist der Verwaltungsbezirk, zu dem Playa Medina gehört. Río Caribe, in 24 Kilometern Entfernung, ist die nächstgelegene Stadt. Der Strand liegt ein wenig abgeschieden und ist nicht so einfach zu erreichen. Doch genau diese Abgeschiedenheit ist der Grund für seine Schönheit und Einzigartigkeit. Anfahrten sind mit dem Auto, oder auch mit dem Boot möglich.
Der Name des Strandes stammt aus der Kolonialzeit und geht auf einen Vertreter der spanischen Krone zurück, der den Nachnamen Medina trug. Unweit der Playa Medina befindet sich die bekannte Schokoladenfabrik Chocolates Paria, die Produkte in die ganze Welt exportiert.

## Klima
Im Durchschnitt beträgt die Temperatur in der Region zwischen 19 und 23 °C. Die Wassertemperaturen erreichen im August ihren höchsten Wert mit bis zu 30 °C. Ansonsten bewegen sie sich meist zwischen 18 und 25 °C.

## Flora und Fauna
Die Kokospalmen, die bis zu 20 Meter hoch sind und wohltuenden Schatten spenden, gehören zu einer ehemaligen Plantage.

## Tourismus
Direkt am Strand gibt es kleine Cabañas und Eco Hotels. Für Tagestouristen stehen mehrere Grills und Essstände zur Verfügung.